# Жулдыз (Карагандинская область)
Жулдыз (каз. Жұлдыз, до 2023 г. — Звёздное) — село в Осакаровском районе Карагандинской области Казахстана. Административный центр и единственный населённый пункт Жулдызского сельского округа. Код КАТО — 355643100.

## Население
В 1999 году население села составляло 472 человека (243 мужчины и 229 женщин). По данным переписи 2009 года, в селе проживало 308 человек (159 мужчин и 149 женщин).